# Meryem
Meryem ist ein weiblicher Vorname. Es handelt sich dabei um die türkische Variante von Maria bzw. Miriam.

## Namensträgerinnen
- Meryem Beklioğlu (* 1984), türkische Biologin
- Meryem Koç (* 1996), türkische Fußballtorhüterin
- Meryem Uzerli (* 1983), deutsch-türkische Schauspielerin
- Meryem Yamak (* 1962), ehemalige türkisch-deutsche Fußballspielerin
- Meryem Yavuz (* 1983), türkische Kamerafrau
- Meryem Xan (1904–1949), kurdische Sängerin